# Сердика (жилищен комплекс)
Вижте пояснителната страница за други значения на Сердика.
„Сердика“ е жилищен комплекс на град София в район „Възраждане“. Разположен е северно от жк „Лагера“ и бул. „Акад. Иван Евстатиев Гешов“, южно от жк „Зона Б-5“, западно от бул. „Ген. Е.И. Тотлебен“ и източно от жк „Разсадника“ и жк „Зона Б-19“. В комплекса е застъпено предимно едропанелното строителство – сгради от серии Бс-VIII-Сф и Бс-69-Сф.
В жк „Сердика“ се намират две професионални гимназии – ПГТКИ и ПГСЕ, 67 ОУ и детска градина 116. Автобуси № 72, 60, 11, 83 и трамваи № 11 и 22 свързват жилищния комплекс с останалата част на София. (1) Ж.к. Сердика няма нищо общо с район Сердика, който се намира около 1 км на север.

## Пътища
| Път                              | Наречен на                                             | Местоположение |
| -------------------------------- | ------------------------------------------------------ | -------------- |
| „Академик Иван Евстратиев Гешов“ | Иван Евстратиев Гешов (1848 – 1924), политик           | Карта          |
| „Апостол войвода“                | Апостол войвода (1869 – 1911), революционер            | Карта          |
| „Арх. Петко Момчилов“            | Петко Момчилов (1864 – 1923), архитект                 | Карта          |
| „Батолова воденица“              | Местен обект                                           | Карта          |
| „Българска Морава“               | Южна Морава, река в Северна Македония, Косово и Сърбия | Карта          |
| „Възкресение“                    | Възкресение, религиозна концепция                      | Карта          |
| „Генерал Цончев“                 | Иван Цончев (1859 – 1910), революционер и генерал      | Карта          |
| „Гюешево“                        | Гюешево, село в Кюстендилско                           | Карта          |
| „Д-р Георги Златаров“            | ?                                                      | Карта          |
| „Земляне“                        | Земляне, бивше село в Софийско                         | Карта          |
| „Инженер Иван Иванов“            | Иван Иванов (1891 – 1965), инженер и политик           | Карта          |
| „Йоаким Кърчовски“               | Йоаким Кърчовски (1750 – 1820), писател                | Карта          |
| „Камен Андреев“                  | Камен Андреев (1884 – 1925), революционер              | Карта          |
| „Костенец“                       | Костенец, село в Ихтиманско                            | Карта          |
| „Незнаен воин“                   | Незнаен воин, културна концепция                       | Карта          |
| „Никопол“                        | Никопол, град в Северна България                       | Карта          |
| „Одрин“                          | Одрин, град в Северозападна Турция                     | Карта          |
| „Охридско езеро“                 | Охридско езеро, езеро в Северна Македония и Албания    | Карта          |
| „Паяк планина“                   | Паяк, планина в Гърция                                 | Карта          |
| „Сини вир“                       | ?                                                      | Карта          |
| „Три уши“                        | Три уши, част от Стара планина                         | Карта          |
| „Фурка“                          | Фурка, село в Дойранско, Северна Македония             | Карта          |
| „Хайдут Велко“                   | Хайдут Велко, хайдутин и революционер                  | Карта          |
| „Цани Гинчев“                    | Цани Гинчев (1835 – 1894), писател                     | Карта          |